# Blies (rivier)
De Blies is een rivier die van Duitsland naar Frankrijk stroomt.
Zij ontspringt in het noordoosten van Saarland en stroomt dan zuidwaarts. Vervolgens draait zij, mede door de opname van zijrivieren de Schwarzenbach en Hornbach, westwaarts en vormt een eindlang de Duits-Franse grens. In het Franse Sarreguemines mondt zij ten slotte uit in de Saar, waarvan zij overduidelijk de rijkste toevoerrivier is.
Belangrijke plaatsen aan de rivier zijn St. Wendel, Blieskastel, Homburg (Saarland) en Neunkirchen (Saarland). 
- Gemeinsame Normdatei: 4431321-4
- Virtual International Authority File: 234316205